# Диарсенид нептуния
Диарсенид нептуния — бинарное неорганическое соединение
нептуния и мышьяка
с формулой NpAs2,
кристаллы.

## Получение
- Нагревание стехиометрических количеств гидрида нептуния и мышьяка:

{\displaystyle {\mathsf {NpH_{x}+2As\ {\xrightarrow {450^{o}C}}\ NpAs_{2}+(x/2)H_{2}}}}

## Физические свойства
Диарсенид нептуния образует кристаллы
тетрагональной сингонии,
пространственная группа P 4/nmm,
параметры ячейки a = 0,3958 нм, c = 0,8098 нм.